# Кристина фон Саксония-Вайсенфелс
Кристина фон Саксония-Вайсенфелс (на немски: Christine von Sachsen-Weißenfels; * 25 август 1656 в Хале, † 27 април 1698 в Ойтин) от рода на Албертинските Ветини е принцеса от Саксония-Вайсенфелс и чрез женитба принцеса на Шлезвиг-Холщайн-Готорп.
Тя е дъщеря на херцог Август фон Саксония-Вайсенфелс (1614 – 1680) и първата му съпруга Анна Мария (1627 – 1669), дъщеря на херцог Адолф Фридрих I фон Мекленбург-Шверин. 

## Фамилия
Кристина се омъжва на 21 юни 1676 г. в Хале за принц Август Фридрих фон Шлезвиг-Холщайн-Готорп (6 май 1646 – 7 октомври 1705), княжески епископ на Любек, седмият син на херцог Фридрих III фон Шлезвиг-Холщайн-Готорп и Мария Елизабет Саксонска.  Те резидират в дворец Ойтин. Бракът е бездетен.
Тя умира на 27 април 1698 г. на 41 години в Ойтин и е погребана в Мариентиден-капелата в катедралата на Любек.